# Aerojet Rocketdyne RS-25

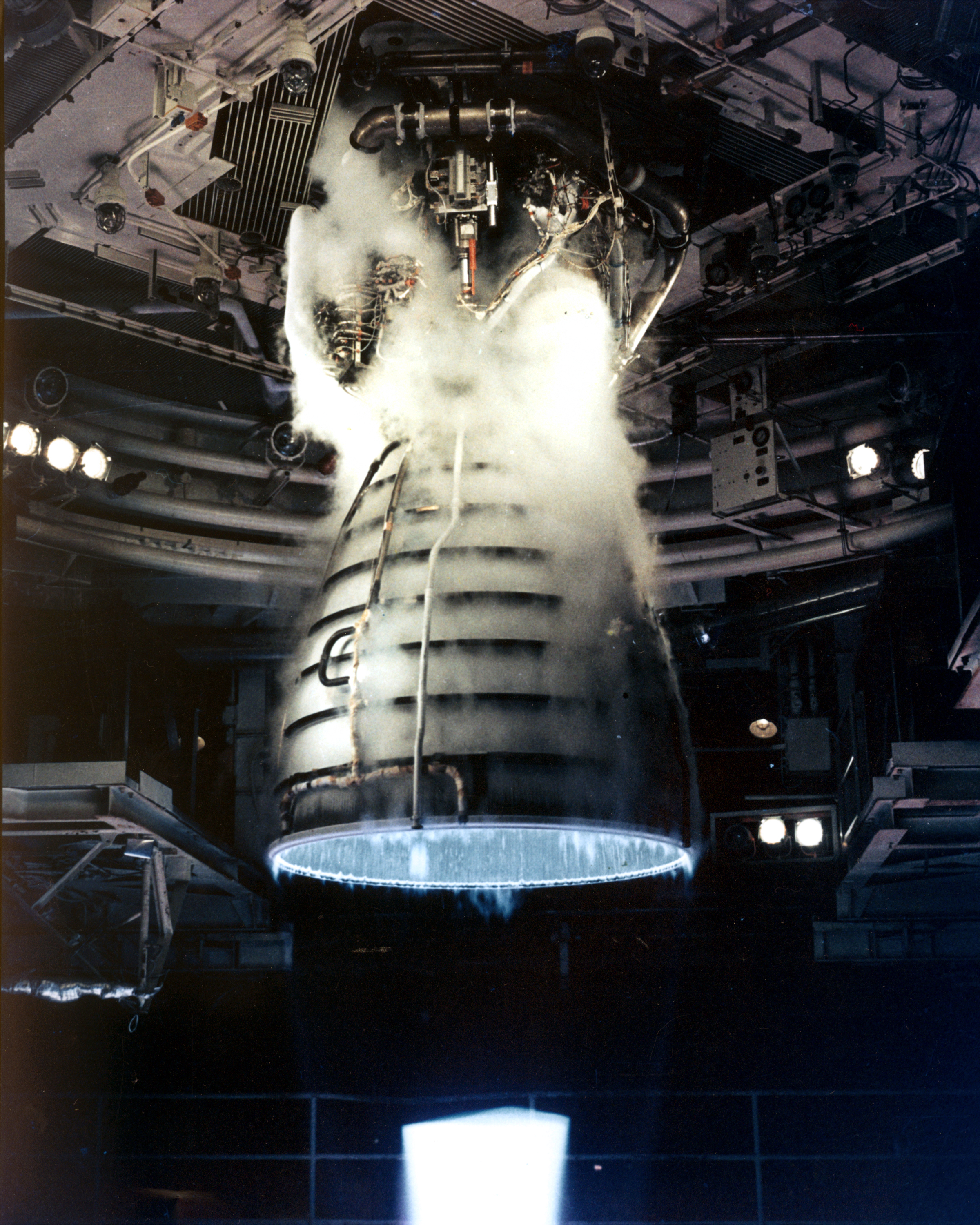
Testlauf eines RS-25

Das Aerojet Rocketdyne RS-25 ist ein Raketentriebwerk, das flüssigen Sauerstoff als Oxidationsmittel und flüssigen Wasserstoff als Treibstoff verwendet. Es fungierte als Haupttriebwerk der Space Shuttles (englisch Space Shuttle Main Engine, SSME). Für die Superschwerlastrakete „Space Launch System“ (SLS) wird es als Haupttriebwerk eingesetzt.

## Eigenschaften
Das RS-25 beruht auf einem Patent der MBB Ottobrunn (USP 3.595.025) und wurde gemeinsam mit Rocketdyne entwickelt. Es wurde dann von Pratt & Whitney Rocketdyne gebaut. 
Das Triebwerk besitzt eine Masse von 3,2 Tonnen. Die Schubdüse hat eine Länge von 2,87 Metern und einen maximalen Durchmesser von 2,39 Metern. Es gehört zu den leistungsfähigsten Motoren in der Geschichte der Raumfahrt. Jedes Triebwerk produziert über 2000 kN Schub. In der Brennkammer beträgt die Temperatur 3300 °C. Mittels Turbopumpen  wird der Treibstoff mit etwa 450 Bar und der Oxidator mit rund 300 Bar Druck zur Brennkammer gefördert. Die Hochdruckpumpen arbeiten mit Drehzahlen von 35.360/min und 28.120/min. Das Triebwerk benutzt ein treibstoffreiches Hauptstromverfahren. Dabei werden zwei Turbopumpen mit wasserstoffreicher Vorverbrennung verwendet.

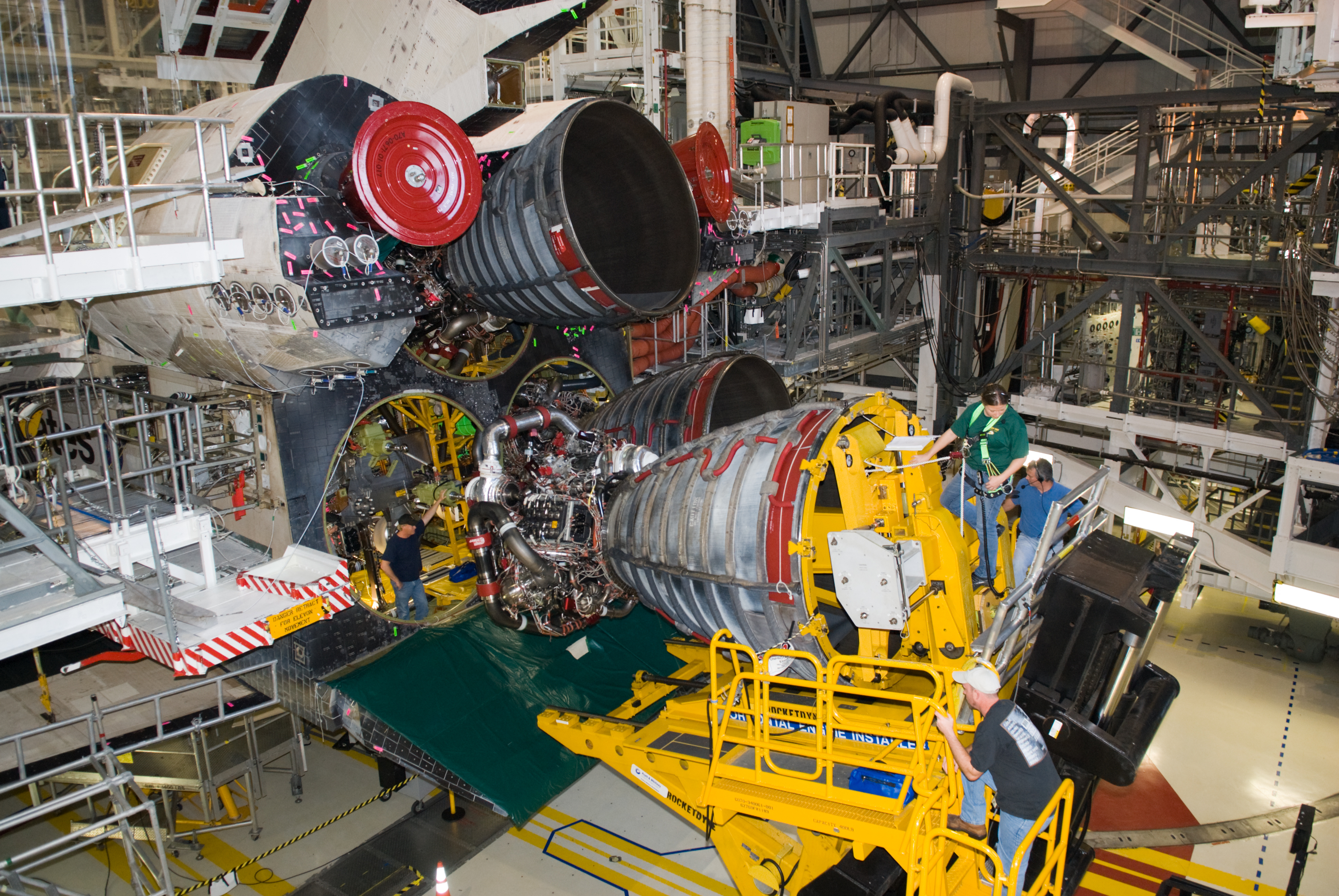
Ein Haupttriebwerk der Atlantis wird nach einer Mission zur Wartung ausgebaut

Das RS-25 ist wiederverwendbar und sollte bis zu 55-mal bei einem Maximalschub von 109 % wiederverwendet werden können. Diese Anzahl wurde allerdings nie erreicht.
Aufgrund der Wiederverwendbarkeit und hohen Effizienz sowie der Komplexität ist das Triebwerk sehr teuer in der Herstellung und Wartung. Inoffiziell gaben NASA-Mitarbeiter den SSME-Herstellungspreis mit rund 50 Millionen US-Dollar pro Stück an.

## Entwicklung
Der Erstlauf eines SSME fand im Oktober 1975 statt. Wie bei der Entwicklung neuer Raketentriebwerke üblich traten während der Erprobung zahlreiche Probleme auf. Bei einem Test explodierte ein Triebwerk und zerstörte den Teststand.

## Verwendung beim Space Shuttle

Schema der Space-Shuttle-Triebwerkseinheit

Jedes Space Shuttle war mit drei RS-25-Haupttriebwerken ausgerüstet, die am Heck der Raumfähre montiert waren. Die Treibstoffkomponenten befanden sich im großen Außentank. Die Brenndauer des Triebwerks beim Start betrug etwa achteinhalb Minuten. Während der weiteren Mission wurden die SSME nicht mehr benötigt. Zum Manövrieren in der Umlaufbahn verwendete die US-Raumfähre das Reaction Control System sowie das Orbital Maneuvering System. Getestet wurden die Haupttriebwerke für das Space-Shuttle-Programm mit dem Main Propulsion Test Article (MPTA-098).
Sie waren kardanisch aufgehängt und hydraulisch um 10,5° schwenkbar. So konnte das Nickmoment ausgeglichen werden, das durch die Änderung von Schwerpunktlage und Schubvektor nach Ausbrennen und Abwurf der Booster in den verschiedenen Phasen des Aufstiegs auftrat.
Im Gegensatz zu den Feststoffraketen konnte bei den Flüssigkeitstriebwerken der Schub geregelt werden oder sie konnten im Flug im Falle einer Funktionsstörung abgestellt werden. Bei mehreren Missionen wurden die Haupttriebwerke kurz vor dem Zünden der Feststoffraketen wieder abgeschaltet und somit der Start abgebrochen. In der Aufstiegsphase der Challenger während der Mission STS-51-F schaltete sich das mittlere Haupttriebwerk aufgrund einer Störung nach fünf Minuten Flugzeit automatisch ab. Trotz des geringeren Schubes konnte ein sogenannter Abort to Orbit durchgeführt und die meisten Missionsziele erreicht werden, wenn auch in einer niedrigeren Umlaufbahn als ursprünglich geplant.

## Verwendung beim SLS
Das RS-25 dient als Hauptantrieb des neuen amerikanischen Trägersystems SLS. Die nach dem Ende des Space-Shuttle-Programmes übrig gebliebenen 16 Exemplare der letzten Entwicklungsstufe (RS-25D) sollen bei den ersten Flügen des SLS verwendet werden, danach soll eine vereinfachte Version des Triebwerks (RS-25E) im SLS zum Einsatz kommen. Hierzu hat die NASA bei Aerojet Rocketdyne im November 2015 weitere sechs neue Motoren bestellt. Der Vertrag beinhaltet die Wiederaufnahme der seit zehn Jahren eingemotteten Produktionsstätten sowie die Herstellung der Motoren bis 2022 oder 2023 bei einem Gesamtvolumen von 1,16 Milliarden US-Dollar.
Am 1. Mai 2020 wurde der Vertrag um die Fertigung und Wartung von 18 weiteren Triebwerken bis zum 30. September 2029 für 1,79 Milliarden US-Dollar erweitert, wodurch der Gesamtwert des Auftrags auf fast 3,5 Milliarden US-Dollar anstieg.